# Collegeville (Indiana)
Pour les articles homonymes, voir Collegeville.
La census-designated place de Collegeville est située dans le comté de Jasper, dans l’État de l’Indiana, aux États-Unis. Sa population s’élevait à 330 habitants lors du recensement de 2010.

## Source
- (en) Cet article est partiellement ou en totalité issu de l’article de Wikipédia en anglais intitulé « Collegeville, Indiana » (voir la liste des auteurs).